# Keepit Dam
Keepit Dam är en dammbyggnad i Australien. Den ligger i kommunen Gunnedah och delstaten New South Wales, i den sydöstra delen av landet, omkring 340 kilometer norr om delstatshuvudstaden Sydney. Keepit Dam ligger 323 meter över havet.
Reservoaren som bildats genom Keppit Dam heter Lake Keepit.
Runt Keepit Dam är det mycket glesbefolkat, med 2 invånare per kvadratkilometer.. Närmaste större samhälle är Carroll, omkring 13 kilometer sydväst om Keepit Dam. 
Trakten runt Keepit Dam består till största delen av jordbruksmark. Genomsnittlig årsnederbörd är 881 millimeter. Den regnigaste månaden är februari, med i genomsnitt 138 mm nederbörd, och den torraste är oktober, med 23 mm nederbörd.